# وادي بقرة
وادي بقرة: أحد أشهر أودية بلاد بارق التاريخية، ويعتبر أهم وديان الجزيرة العربية، وأعظمها روافدا وأضخمها صبيباً وأهمها سيولاً. ينحدر وادي بقرة من أعالي جبال السروات، ومن أهم روافدة أودية: العرضي، الحيا، والغيل، وبعد مصب وادي الغيل يصبح الوادي دائم الجريان. ومن بلدان الوادي: المنظر، قرى وادي الخير، القريحاء، وحميد العلايا.

## تاريخيا
قال الهمداني: «بلاد بارق من غور السراة، وهي: بقرة، الملصة، سران ..». وجاء في دليل العرب لدائرة استخبارات وزارة البحرية البريطانية (1916م):«وادي بقرة: يمثل الحد الفاصل بين آل دريب وآل جبلي، وهو دائم الجريان.» وقال كيناهان كورنواليس: «المنظر قرية صغيرة، ثم تقطع الطريق منطقة بارق وبلاد آل موسى بن علي تمتد على ضفتي وادي بقرة عبر أراضي زراعية». وقال الرحَّالة ويلفريد ثيسيجر (1946م): «إلى الوراء من حميضة، توجد قبيلة آل جبلي، وهم يسكنون ضفاف وادي آل جبلي، وهو أهم روافد وادي حلي. وقد أستطعنا أن نطوي هذا الوادي حتى نصل إلى وادي حلي الذي كنت تواقاً لتتبع مجراه للبحر.»

## التسمية
بَقْرِة - بفتح الباء وإسكان القاف بعدها راء مهملة فهاء - وبقرة بتسكين القاف هو حوض الماء الواسع الضخم الممتلئ من الأَودية، وماخوذا 
من التبقر وهو الشق والفتح والتوسعة.

## الملاحظات
1. ↑  وادي آل جبلي يراد به هنا وادي بقرة. وكانت هذه القبيلة تسيطر على معظمه، لذلك كان ينسب إليها أحياناً.